# Omamori

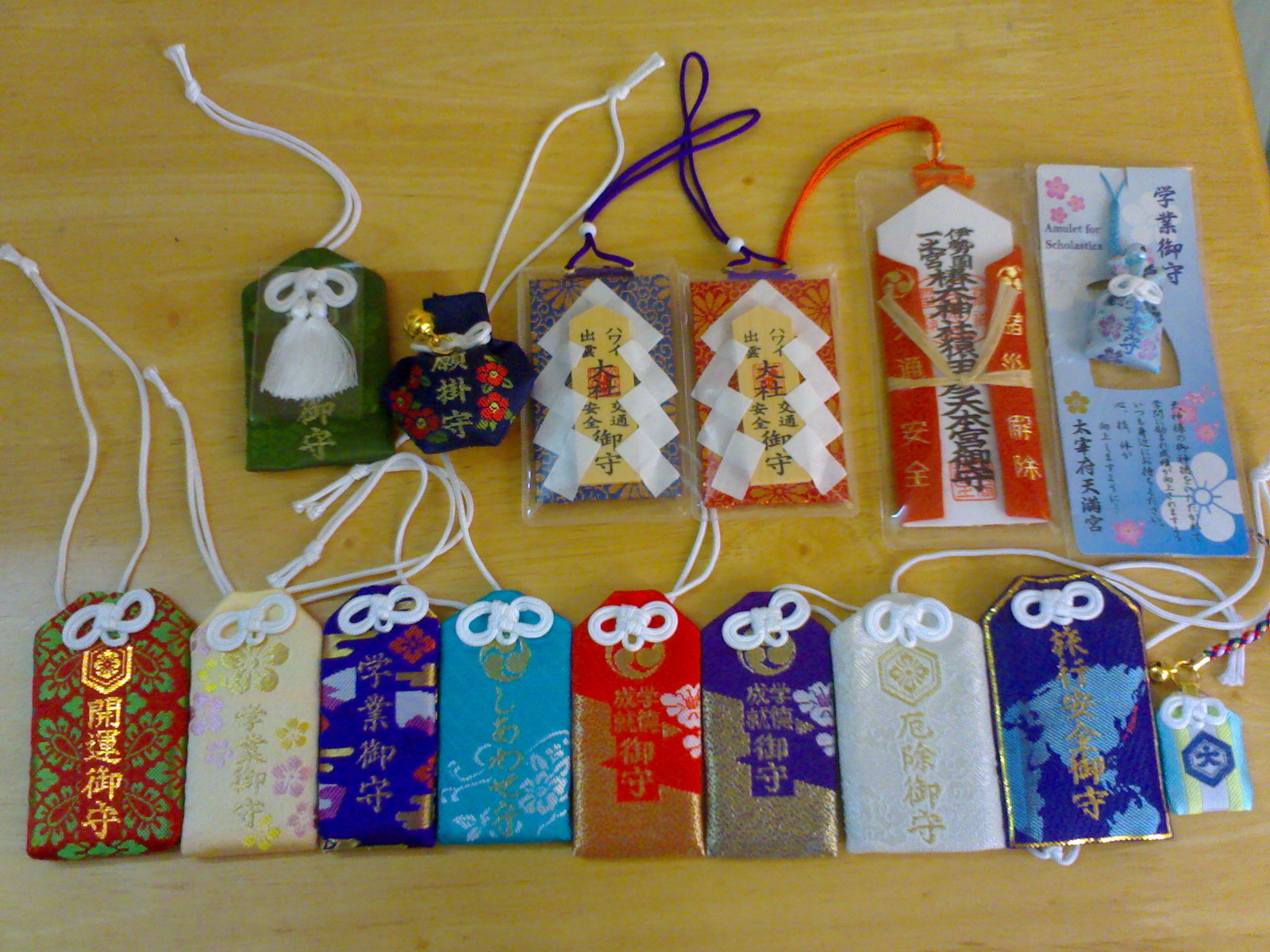
Những omamori từ các đền thờ khác nhau

Omamori (御守 (Ngự thú)/ おまもり/ オマモリ omamori, hay được dùng rộng rãi hơn là お守り) là một loại yếm thắng vật của Nhật Bản thường được bán tại các đền thờ thần đạo và phật giáo. Chúng được cho là có thể bảo vệ người đeo khỏi những điều xui xẻo và mang lại may mắn. Omamori được làm hoàn toàn từ giấy và gỗ. Các loại bùa ngày nay là những món đồ nhỏ, thường được đựng bên trong những chiếc túi thổ cẩm.

## Các loại omamori
Có rất nhiều các loại Omamori.
- kōtsū-anzen: an toàn khi tham gia giao thông. Bảo vệ người lái xe và khách du lịch
- yaku-yoke: tránh điều ác
- kaiun: may mắn mở ra, phát tài phát lộc
- gakugyō-jōju: học vấn và vượt vũ môn. Dành cho sinh viên và học giả
- shōbai-hanjō: thịnh vượng trong kinh doanh. Thành công trong kinh doanh và vấn đề tiền bạc
- en-musubi: tìm bạn đời và kết hôn. Có thể dành cho người đang độc thân và những cặp vợ chồng để giữ lửa tình yêu
- Anzan: bảo vệ phụ nữ đang mang thai và giúp đứa bé trong bụng khỏe mạnh
- Kanai-anzen: sự an toàn (hạnh phúc) của gia đình.